# Isla Deseada
Isla Deseada är en ö i Argentina.   Den ligger i provinsen Santa Cruz, i den södra delen av landet, 2 100 km sydväst om huvudstaden Buenos Aires. Arean är 1,5 kvadratkilometer.
Terrängen på Isla Deseada är mycket platt. Öns högsta punkt är 9 meter över havet. Den sträcker sig 1,4 kilometer i nord-sydlig riktning, och 2,0 kilometer i öst-västlig riktning.
Trakten runt Isla Deseada består i huvudsak av gräsmarker.